# Monasterio de San Zoilo
El monasterio de San Zoilo se encuentra al oeste de la localidad de Carrión de los Condes, cercano al puente del río Carrión en dirección a Sahagún, en la Comarca de Tierra de Campos de la provincia de Palencia, España. Actualmente es un hotel denominado Hotel Real Monasterio San Zoilo. 
En 2015, en la aprobación por la Unesco de la ampliación del Camino de Santiago en España a «Caminos de Santiago de Compostela: Camino francés y Caminos del Norte de España», España envió como documentación un «Inventario Retrospectivo - Elementos Asociados» (Retrospective Inventory - Associated Components) en el que en el n.º 1362 figura el monasterio de San Zoilo.

## Historia
Según Ambrosio de Morales la fundación de este monasterio, dedicado originalmente a san Juan el Bautista, es anterior al año 948. Fue dotado nuevamente en 1047 por los condes Banu Gómez de Carrión, Gómez Díaz y su mujer Teresa Peláez, hija del conde Pelayo Froilaz el Diácono y, por tanto, bisnieta de los reyes Bermudo II y Ramiro III de León. Hacia 1075 cambió la advocación por la de San Zoilo al ser traídas a este cenobio, desde Córdoba, las reliquias de este santo. 
Pronto acogió una importante comunidad que en 1076 la condesa Teresa Peláez, en línea con la política de Alfonso VI, colocó bajo la regla cluniacense. Convertido en priorato alcanzó su mayor relevancia y prosperidad, siendo panteón familiar de los condes de Carrión y sede del Camerarius Hispaniae, administrador en la península de los bienes de la orden benedictina; en el siglo XII, el Provincial cluniacense para España se asentaba en San Zoilo.
Levantado en el Camino de Santiago, se caracterizó por permitir a los peregrinos el consumo de pan y vino a discreción, motivo benéfico por el que se hizo famoso.
Entre sus muros se celebran numerosos concilios, cortes y esponsales, como los de Sancho VI de Navarra con Sancha de Castilla el 2 de junio de 1157 y, a finales de noviembre de 1219, el de la princesa Beatriz de Suabia, nieta de Isaac II Ángelo, emperador de Constantinopla, con Fernando III el Santo.
De los primeros edificios monásticos poco queda, salvo algunos muros y los sepulcros del panteón condal, pues en 1276 el estado del edificio era tan lamentable que fue restaurado. En 1347, iglesia y claustro amenazaban ruina por las avenidas del río, y antes de 1392 el conjunto fue reconstruido.
Sujeto a Cluny hasta el siglo XV, a partir de 1531 se incorporó a la congregación de Valladolid, época en la que comenzó otro momento de esplendor que determinó la construcción de un nuevo claustro y otras dependencias conventuales. En el siglo XV el papa Eugenio IV concedió al monasterio tener abad de mitra y báculo. El último abad fue Plácido Trevijano, al llegar la exclaustración en 1835.
Tras la exclaustración, se hace cargo del edificio la Compañía de Jesús, convirtiéndolo en 1854 en colegio de educación secundaria. En 1890 estos estudios se trasladan al nuevo Colegio de la Inmaculada (Gijón), y el edificio pasa a ser noviciado, En 1959 los Jesuitas se trasladan al nuevo Colegio de León, y la Diócesis de Palencia lo destina, en 1960, a seminario menor diocesano. Finalmente en 1992 se convierte en el hotel actual.

### Manto de los Condes
Los tejidos conocidos como los mantos de los Condes son una parte importante del Real Monasterio de San Zoilo. Estas telas, que datan del siglo XI, son de colores rojo y azul, y fueron descubiertas durante las obras de 2003 en el lateral del retablo mayor, dentro de un depósito funerario.
En la actualidad, se pueden apreciar en la sacristía de la iglesia. Según los historiadores, los Condes de Carrión trajeron estas telas desde Córdoba junto con reliquias, y se cree que fueron un regalo de los soberanos musulmanes a la familia feudal.
Una de las telas, de color azul, muestra un animal con cabeza de águila y cuerpo de león de forma repetitiva. La otra tela, de color rojo, presenta medallones con aves enfrentadas.

## Arquitectura
De lo que supuso la fábrica del siglo XI se conserva una ventana y una imposta ajedrezada, la portada occidental (1), así como el enterramiento de la condesa Teresa Peláez en el presbiterio (3) de la iglesia, en la parte lateral superior a la derecha del retablo y parte de la fachada primitiva. También los sarcófagos de los condes (8), descubiertos en 1947, con interesantes trabajos de escultura, y dos telas islámicas del XI, declaradas Bien de interés cultural con categoría de Bien Mueble en 2012. El propio monasterio fue declarado monumento histórico-artístico por Decreto el 3 de junio de 1931 y Bien de interés cultural en 2012.
A partir del mes de octubre de 1999, en que aparecieron diversos restos románicos, se ha podido avanzar de modo considerable en el conocimiento de la realidad material de la desaparecida iglesia románica. Sabemos que era un edificio de planta basilical, de tres naves, cada una de ellas con cuatro tramos, y un transepto no destacado en planta cuyo tramo de crucero muy probablemente fue coronado por un cimborrio.
Lo más sobresaliente del conjunto monástico es el claustro, proyectado por Juan de Badajoz el Mozo en 1537 y concluido en 1604 con la participación de importantes artífices que levantaron sus muros y labraron su profusa ornamentación de padres de la Iglesia, profetas, patriarcas, jueces, sacerdotes, heroínas, así como personajes del Nuevo Testamento -apóstoles y evangelistas — y civiles — reyes, reinas, emperadores y emperatrices — además de pontífices, cardenales, doctores, monjes y santos. De dos alturas, el claustro inferior se articula con cinco arcos apuntados entre gruesos contrafuertes prismáticos, mientras que el superior se abre con arcos de medio punto.

El claustro se comunica con la iglesia a través de una portada (6) en arco rebajado entre columnas abalaustradas. 
El templo, del siglo XVII, es de una sola nave, cubierta por bóvedas de arista tabicadas y cúpula sobre el crucero. Tiene coro (7) a los pies, con sillería y órgano barroco. La portada se atribuye a Diego de Zorlado y tiene dos cuerpos con imágenes de santos. 

El monasterio cuenta además con otro patio más modesto, ya neoclásico.

## Marcas de cantería
Se han identificado un total de 107 marcas de 33 tipos diferentes que se distribuyen de la siguiente forma, ver Planta (9):

| Zona                    | Marcas | Tipos |
| ----------------------- | ------ | ----- |
| Nave, interior muro sur |        |       |
| Tramo 2                 | 28     | 9     |
| Tramo 3                 | 29     | 7     |
| Nave, interior oeste    | 4      | 1     |
| Fachada oeste           | 4      | 1     |
| Pórtico oeste           | 42     | 15    |

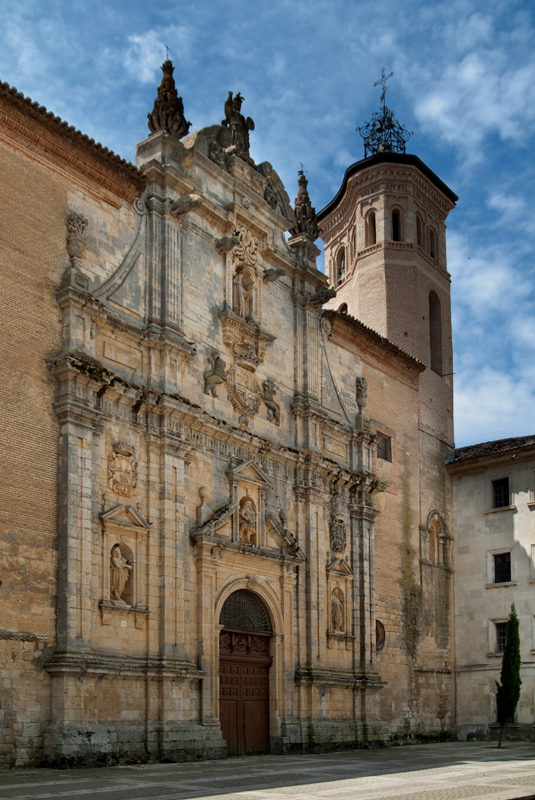
Fachada principal del monasterio, de estilo Barroco.
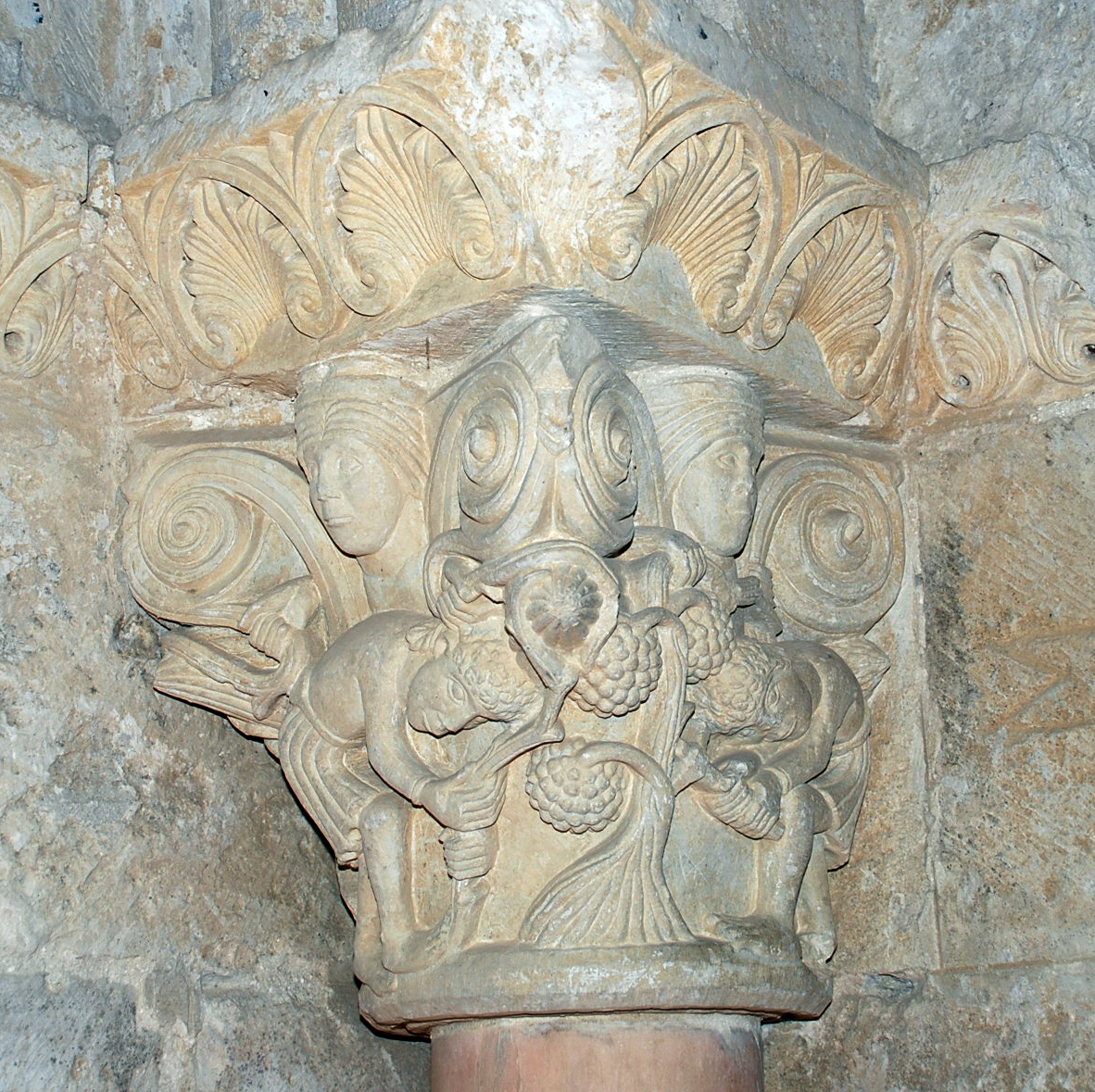
Capitel románico de la antigua portada.
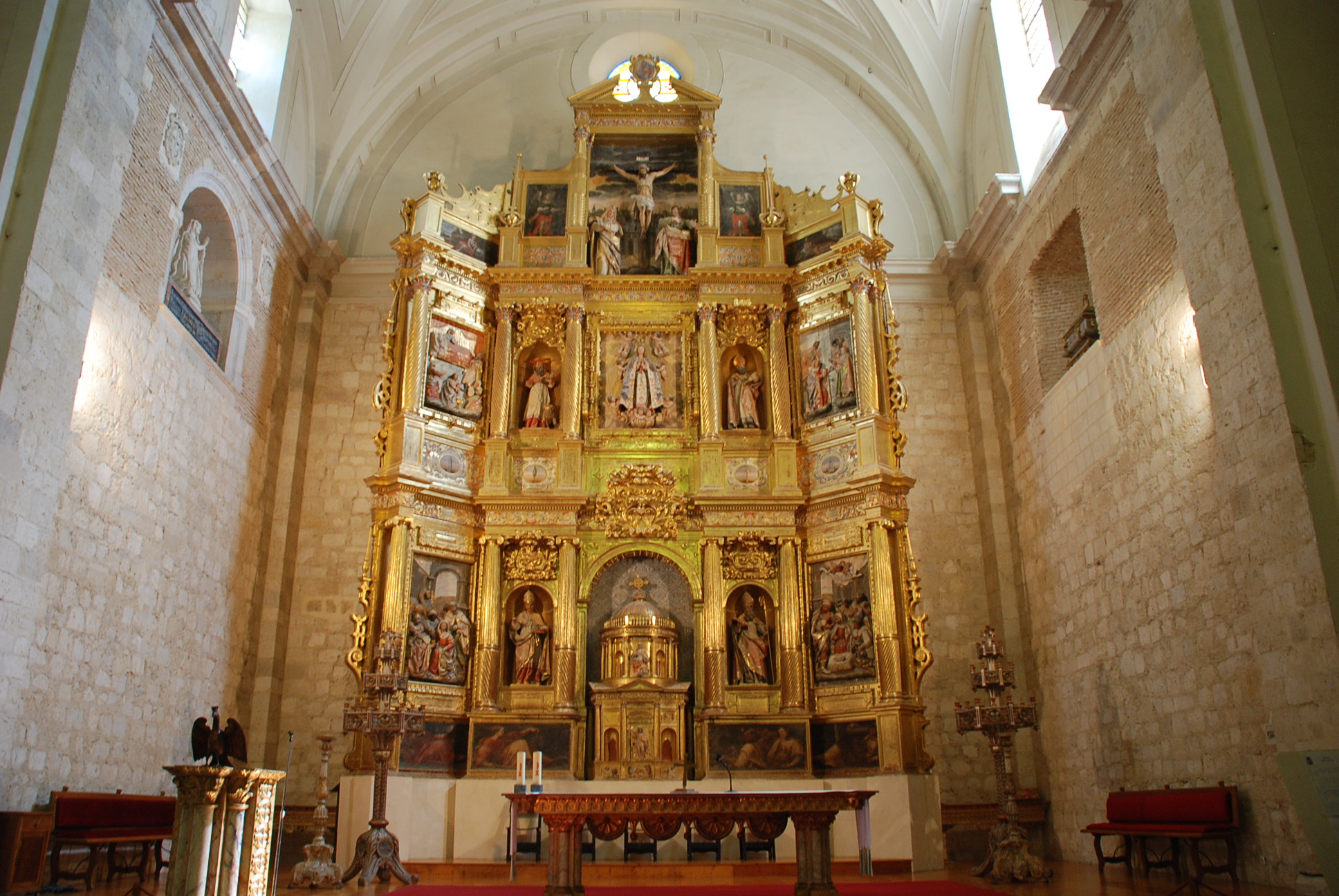
Vista del retablo mayor de la iglesia monacal.
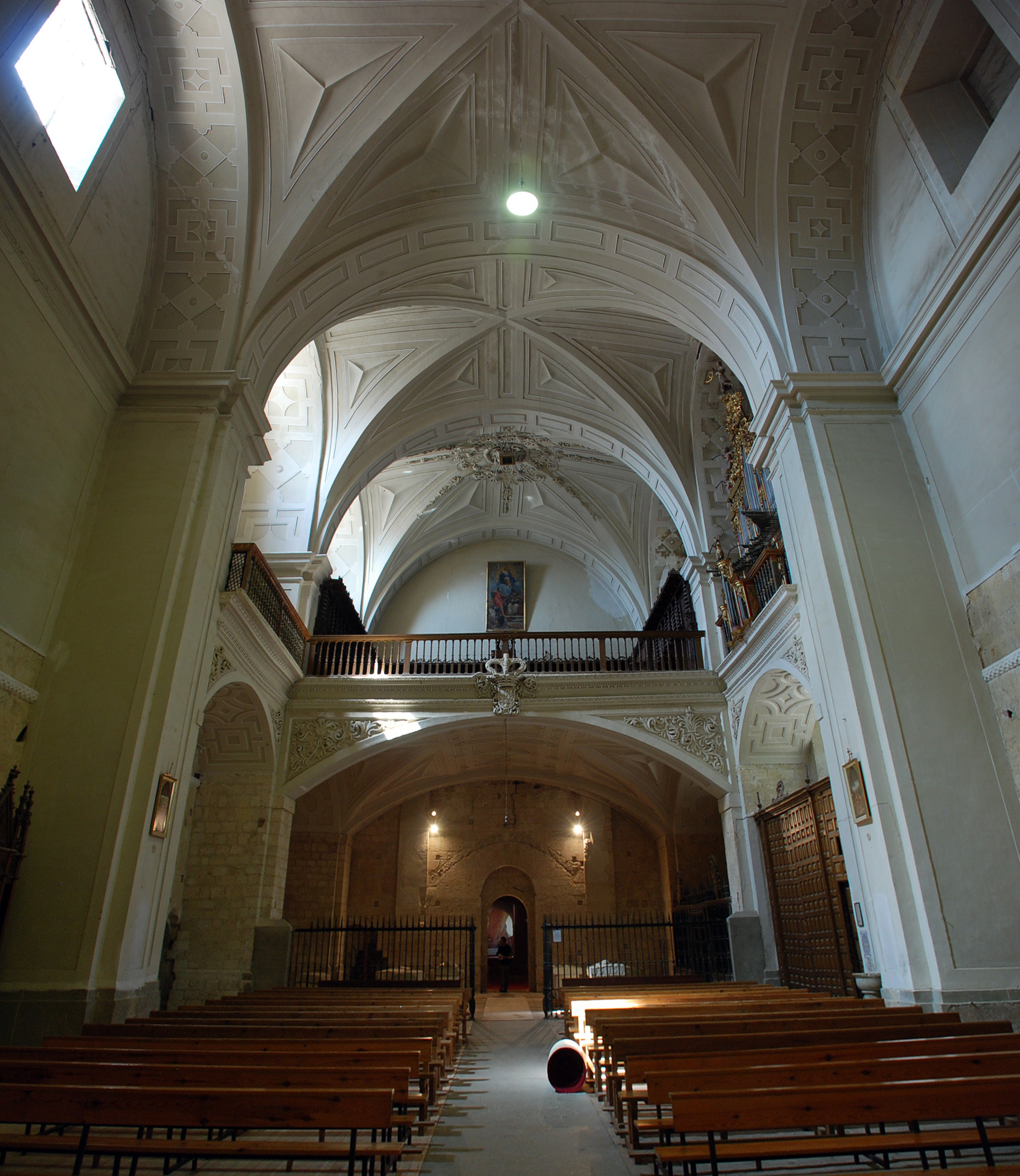
Vista de la nave central.
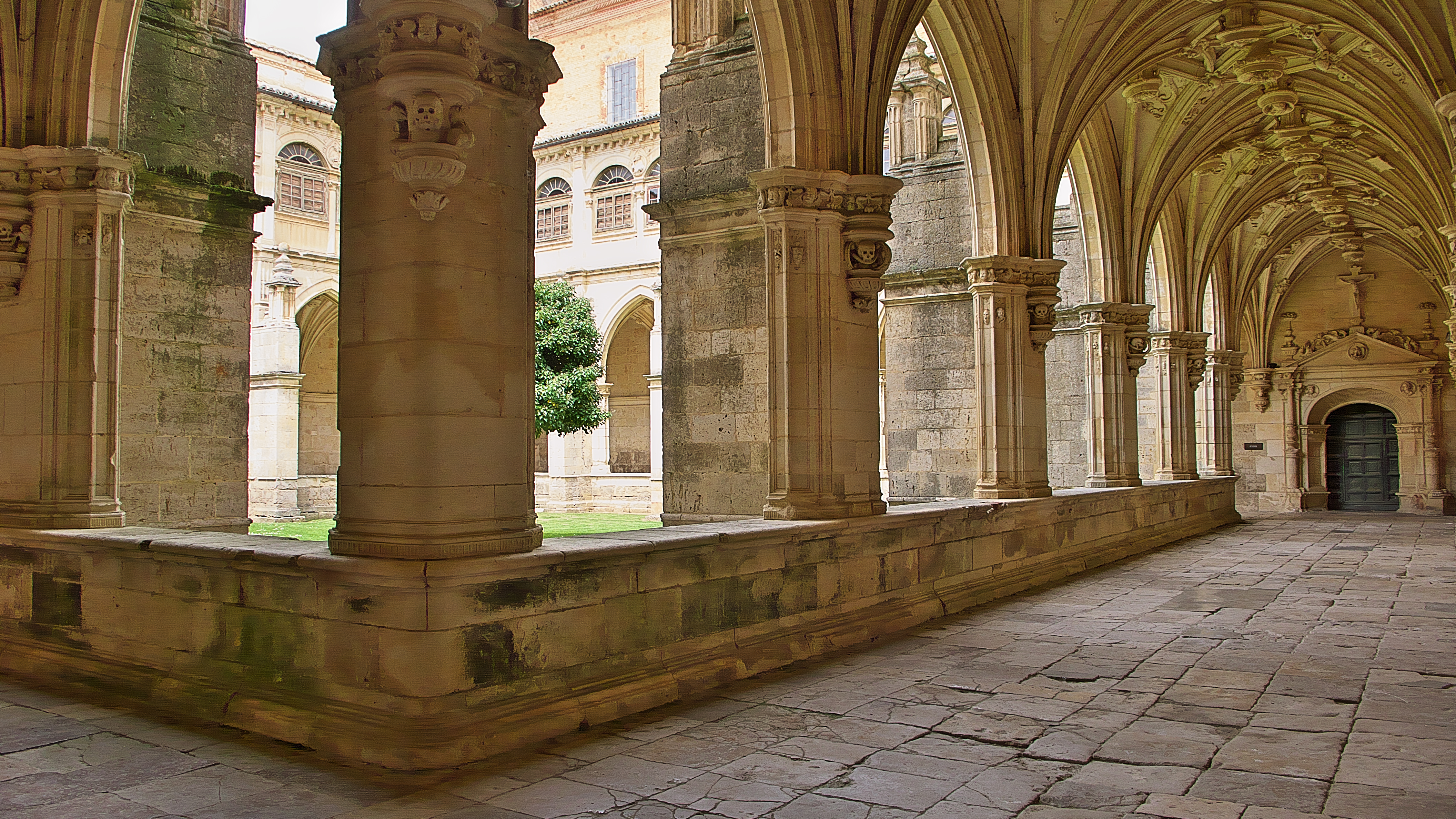
Claustro renacentista, obra de Juan de Badajoz el Mozo.
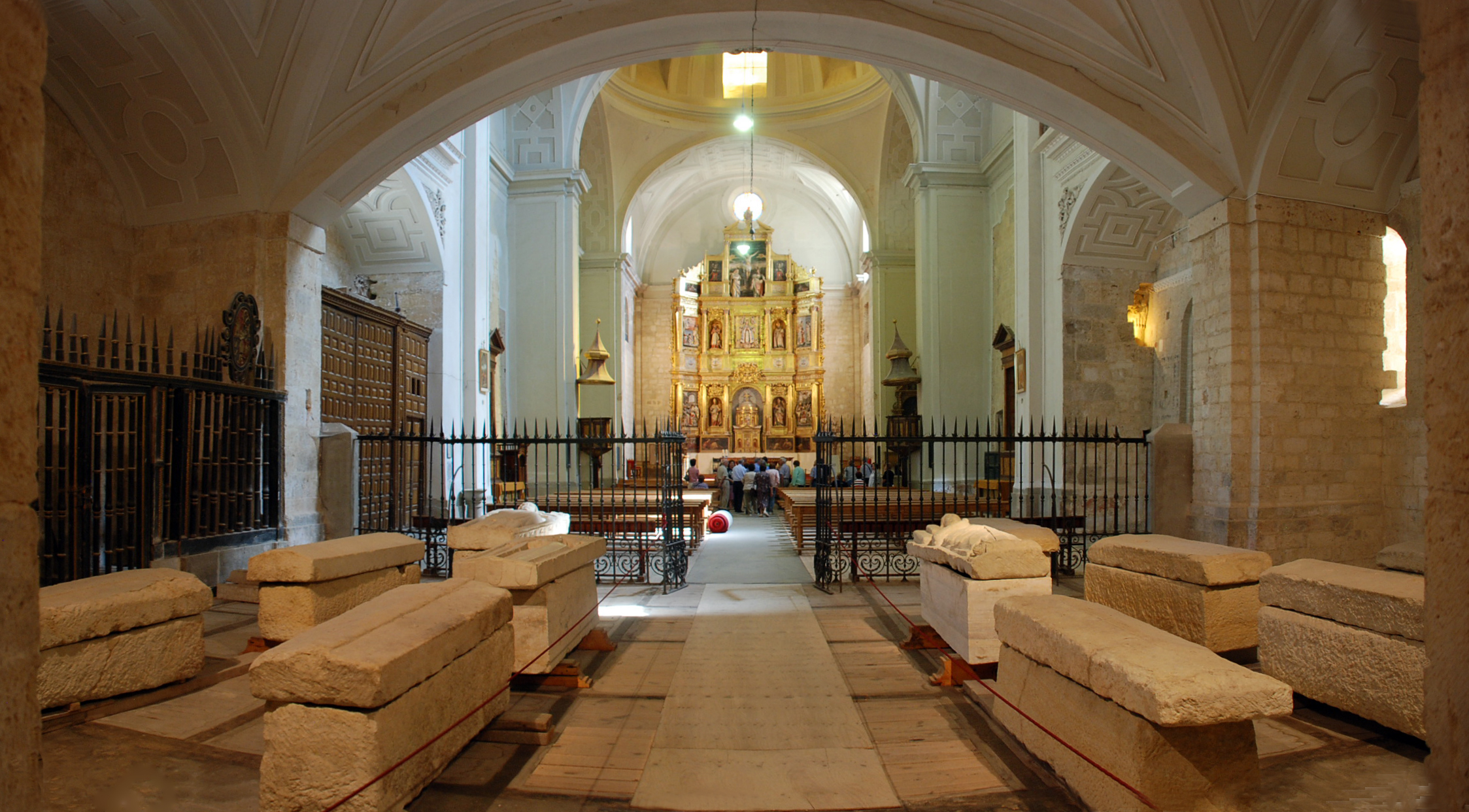
Tumbas condales en la galilea.